# Impingement
Impingement (også kaldet kollisionssyndrom i skulderen eller afklemningssyndrom) er en lidelse i skulderen. 
Lidelsen opstår mellem acromion (et udspring øverst på skulderbladet ved overarmen) og hovedet på overarmsknoglen. Ved løft af armen, er der behov for plads til bløddele under acromion. Er der for lidt plads vil knoglerne klemme på underliggende strukturer og dette vil give irritation eller smerter. 
Der kan være forskellige årsager til, at der ikke er plads nok. Således opdeles sygdommen i en primær- og sekundær impingement. 
Primær impingement er, når der fx opstår irritation i slimsækken eller der opstår knogleudvækster, osteofytter, som gør det omtalte rum mindre. Derudover kan det også skyldes abnorme knoglestrukturer. 
Sekundær impingement er, når de 4 små muskler (rotator cuff) som hjælper til ledstabillitet, ikke samarbejder rigtigt om at centrere ledhovedet på overarmsknoglen ind i ledskålen på skulderbladet. Dette bevirker at ledhovedet støder på andre strukturer. 

## Behandling
Behandlingen afhænger af årsagen til impingement, men omfatter generelt træning og eventuelt operation.